# Gronowice (województwo opolskie)
Gronowice (dodatkowa nazwa w j. niem. Grunowitz) – wieś w Polsce położona w województwie opolskim, w powiecie kluczborskim, w gminie Lasowice Wielkie, w północno-wschodniej części województwa. Położona nad posiadającą w pobliżu swe źródło rzeką Bogacicą, na nizinnych terenach Równiny Opolskiej (stanowiącej część obszaru Niziny Śląskiej) i skraju ważnej, zwartej strefy leśnej Opolszczyzny - Stobrawskiego Parku Krajobrazowego. 
Do czasu polskiej reformy administracyjnej (1999) wieś związana była z powiatem oleskim.
Gronowice uchwałą X/73/2003 (załącznik nr 3) Rady Gminy Lasowice Wielkie z 27 VIII 2003 r. uzyskały formalnie status sołectwa.

## Nazwa
W okresie nazistowskiego reżimu w latach 30. i 40. XX wieku niemiecka administracja III Rzeszy zmieniła nazwę na nową, całkowicie niemiecką Teichfelde. Po II wojnie światowej wprowadzono polską nazwę Gronowice.

## Zabytki
Do wojewódzkiego rejestru zabytków wpisany jest kościół fil. pw. św. Idziego, drewniany, wypisany z księgi rejestru, spalony w pożarze w 1995 r.